# ربکا هارکنس
ربکا وست هارک‌نس (۱۷ آوریل ۱۹۱۵ –  ۱۷ ژوئن ۱۹۸۲) معروف به بتی هارکنس، آهنگساز، مجسمه‌ساز، رقص‌دوست و نیکوکار آمریکایی بود که باله هارکنس را تأسیس کرد. ازدواج وی با ویلیام هیل «بیل» هارکنس، وکیل و وارث ثروتمند استاندارد اویل ویلیام ال. هارک‌نس، وی را به یکی از ثروتمندترین زنان در آمریکا تبدیل کرده بود.

## مرگ
هارک‌نس در ۱۷ ژوئن ۱۹۸۲ در خانه خود در منهتن بر اثر سرطان درگذشت. خاکستر او را در یک ورنای ۲۵۰٬۰۰۰ دلاری که توسط سالوادور دالی طراحی شده قرار داده و سپس در مقبره هارک‌نس درگورستان وودلاون (برانکس، نیویورک) قرار دادند.

## در فرهنگ عامه
«خانه تعطیلات» هارکنس در واچ هیل، رود آیلند در سال ۲۰۱۳ توسط خواننده و ترانه‌نویس آمریکایی، تیلور سوئیفت خریداری شد. در سال ۲۰۲۰، سوئیفت ترانه «آخرین سلسله بزرگ آمریکایی» را برای هشتمین آلبوم استودیویی خود فولکلور (۲۰۲۰) نوشت که در آن داستان زندگی هارکنس را روایت می‌کند.